# Чикалов, Максим Сергеевич
Максим Сергеевич Чикалов (род. 5 апреля 1972, Тольятти) — музыкант, автор-исполнитель, аранжировщик, звукорежиссер.
В 2005 году организовал студию звукозаписи MAXREC специализирующуюся на записи акустических произведений. К 2015 году студией записано более 20-ти CD-дисков авторов и исполнителей в различных музыкальных жанрах: авторская песня, рок, шансон, реп, эстрада. Создано несколько промороликов для радио и телевидения, более сотни «минусовок». В студии ведется также работа по оцифровке и реставрации музыки.

## Творчество
В настоящее время концертирует, пишет музыку, принимает участие в работе музыкальных фестивалей и конкурсов, работает звукооператором на культурно-массовых мероприятиях.

С 1989 года пишет музыку на стихи различных поэтов.
Лауреат 34 Грушинского фестиваля в номинации «исполнитель»
Дипломант Ильменского фестиваля авторской песни в 2005 г.
В 2007 году гость ежегодного международного гражданского политически-культурного форума «ПИЛОРАМА».
В 2012 году обладатель Первой премии израильского on-line конкурса в номинации «композитор»
Обладатель приза «Золотой Ерш» фестиваля юмористической и сатирической песни и поэзии «Ерш 2012» г. Москва.
Участник и почетный гость фестивалей «Балтийская Ухана» (г. Калининград, Россия), международного фестиваля «Музыка листопада» (г. Тарту Эстония), фестиваля «Агидель» (Уфа, Россия) , Таймырского фестиваля (Норильск, Россия), фестиваля «Кружка» (Москва, Россия), Международного слета «Поющий берег» (Европа), фестиваля «Странники» (США), фестиваля KSPUS (Восточное побережье, США), «Горячий песок» (недоступная ссылка) (Пуэрто Рико) и др.
В 2008 году председатель жюри 21 века Грушинского фестиваля, постоянный член жюри фестиваля «Кувандык», проекта «Часовые пояса», фестиваля Лесной микрофон и др.

## Дискография
CD-диски
1. «Черновики» в составе дуэта с Олегом Будариным 2008 г.
2. Чикалов Максим (сольный) 2009 г.
3. «Занавеска» 2010г в составе Андрея Колесникова и Ирины Вольдман
4. «До понедельника» 2011 г. в составе дуэта с Андреем Колесниковым
5. «Ходики» 2013г в составе дуэта с Андреем Колесниковым
6. «Тандем» 2015 г. в составе дуэта с Андреем Колесниковым

Диски с участием Чикалова Максима в качестве сессионного музыканта:
1. «Вот это-то меня и беспокоит» Игорь Мельников 2012 г.
2. «Студвесна 86» Владислав Романов 2011 г.
3. «На этом береге…» Ансамбль «Самарские барды» 2009 г.
4. «Осенний диалог» дуэт Петр Старцев и Ирина Вольдман 2013 г.
5. «Зарастаю» Сергей Нотик 2014 г.
6. «Бабье лето» Марина Воинова 2006 г.
7. «Время прекрасных надежд» двойной диск Александр Баранов 2008—2011 г.г.

Диски-сборники Авторской песни с участием Чикалова Максима
- «На рубеже веков» МП-3 сборник Авторской песни г. Москва
- «В Тарту осеннем» сборник Авторской песни 2011—2014 г.